# Hackefors sluss

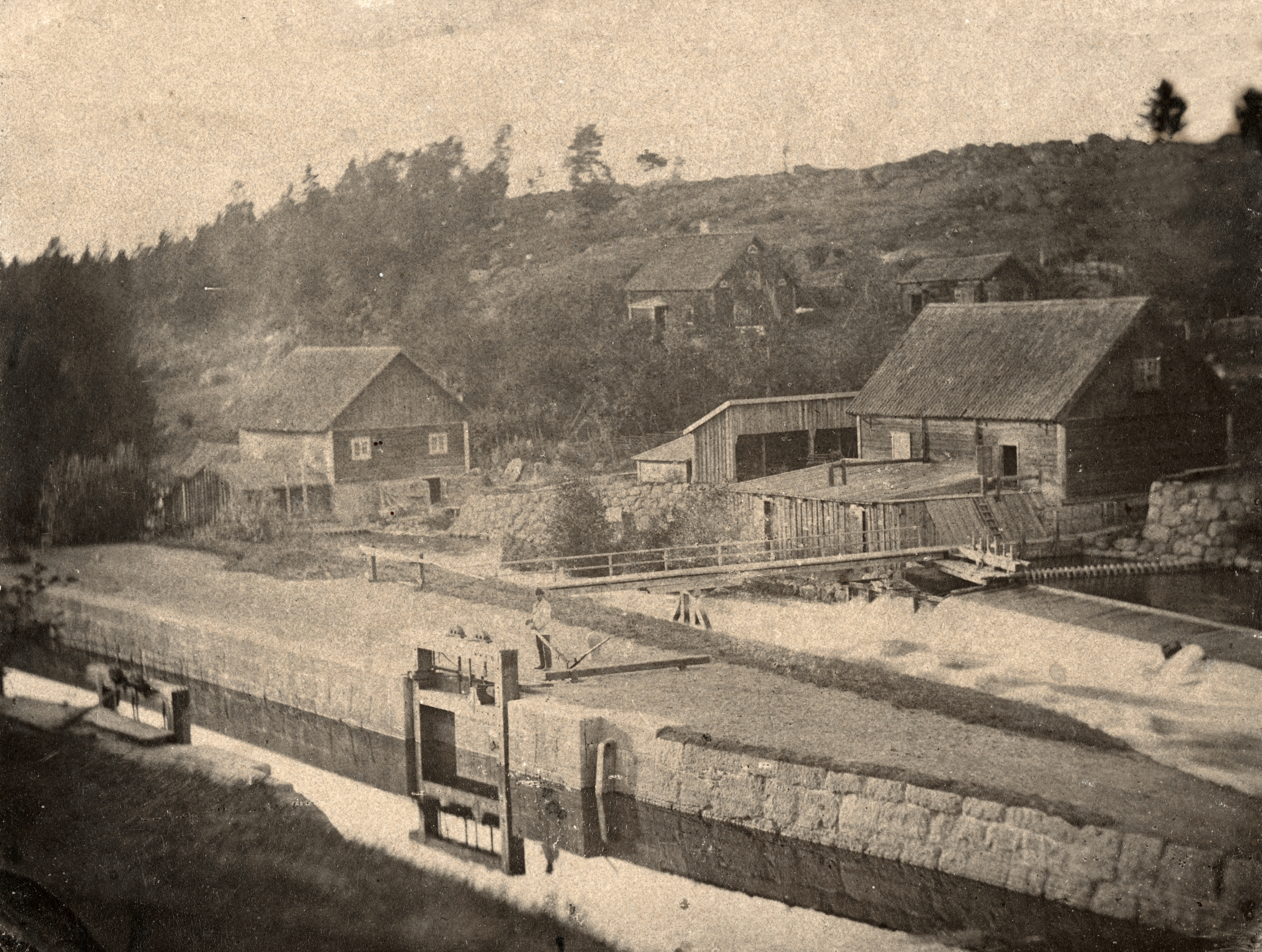
Hackefors sluss, 1800-talet. Foto:Frans Dyring

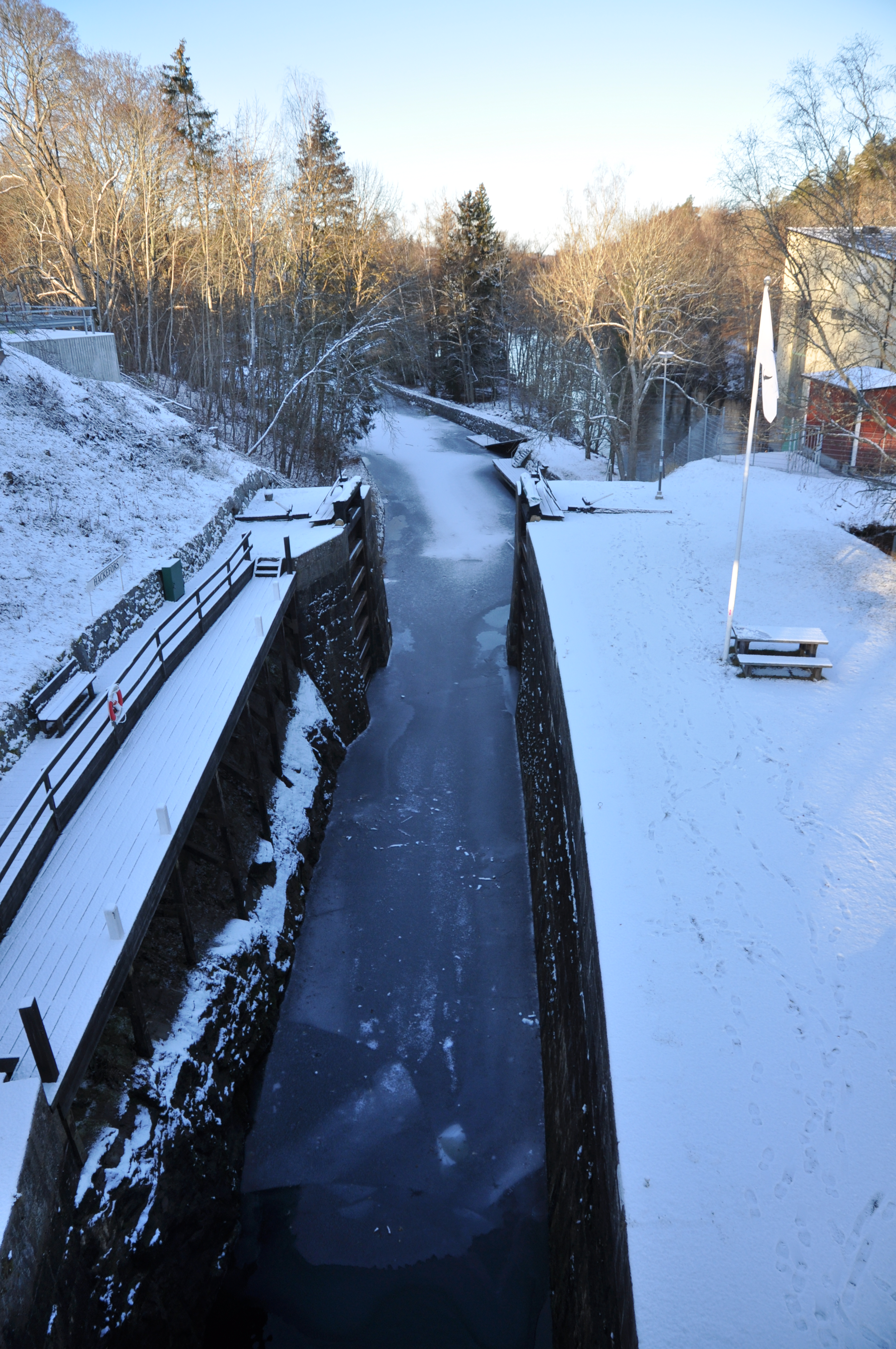
Hackefors sluss sedd från gång- och cykelbron.

Hackefors sluss är belägen i Linköpings södra utkanter och ingår i Kinda kanal. När den byggdes i slutet av 1860-talet, var det världens djupaste enkammarsluss. Slussen stod färdig 1869 och öppnades för trafik tillsammans med den då färdigställda Kinda kanal 1871. År 1934, när ett kraftverk skulle byggas vid Hackefors, ville man dra nytta av slussen och bygga om den till kraftverk. Kraftverket uppfördes istället 1935 i forsen bredvid och slussen bevarades men påbyggdes samma år, eftersom vattennivån uppströms höjdes med två meter. Slussen är nu norra Europas högsta enkelsluss med sina 6,6 meters nivåskillnad. 
Slussvaktare från öppningen 1871 till sin död 1916 var Anders Wiktor Engström. Slussvaktarbostaden finns kvar, men uthusen är rivna och nu ligger bostadshus tätt inpå knuten. Ovanför slussen byggdes 1979 en gång- och cykelbro.